# بوريالية

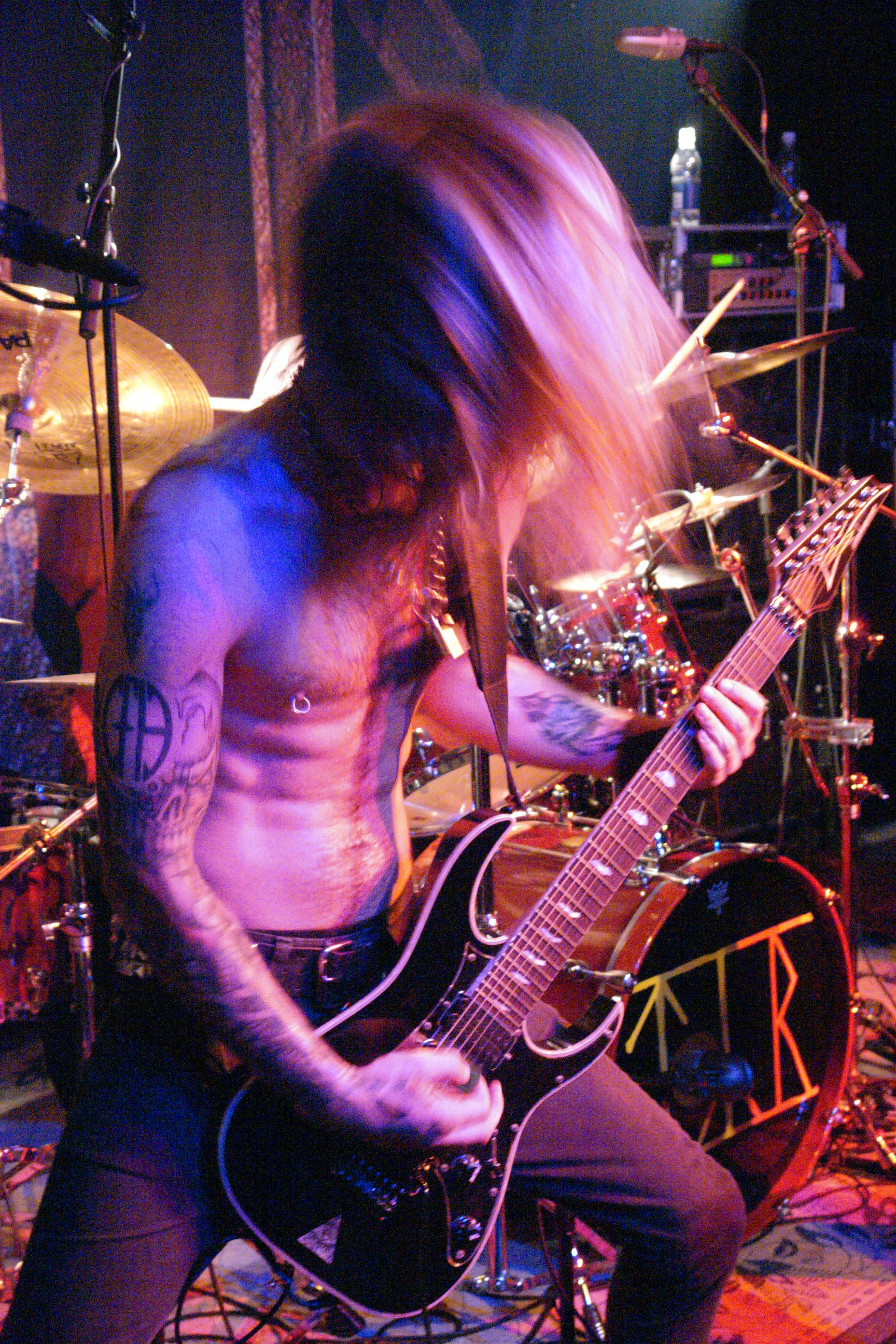
الفرقة المعدنية الشعبية الفاروية Týr أداء في كوبنهاغن في عام 2007. وقد تم تفسير تطورهم لعلامة تجارية فايكنغ فارو على أنها تجانس ذاتي يستفيد من الحماس الدولي للضجر.

إن البوريالية هي شكل من أشكال الغرائبية التي تفرض فيها القوالب النمطية على المناطق والثقافات الشمالية للأرض (ولا سيما في منطقتي الشمال والقطب الشمالي).
استلهم هذا المصطلح من المفهوم المماثل للشراق، الذي صاغه إدوارد سعيد لأول مرة. مثل الاستشراق، تمتد جذور بورياليزم إلى الرومانسية الأوروبية في القرن الثامن عشر وأوهام الرومانسيين حول المناطق البعيدة (على الرغم من أن التخيلات البرية حول مناطق القطب الشمالي يمكن إرجاعها إلى العصور القديمة). يمكن أن تتضمن البوريالية الأفكار المتناقضة بأن الشمال وحشي بشكل فريد، أو غير مضياف، أو همجي، وأنه سامي أو نقي أو مستنير بشكل فريد.
وهناك شكل آخر من أشكال البوريالية هو الاحتجاج الصريح بالبوريالية من قبل السياسيين اليمينيين المتطرفين ذوي التفوق الأبيض.

## الاشتقاق
مصطلح البوريالية مشتق من الصفة الشمالية، التي تنبع من اسم الإله من الرياح الشمالية بورياس (Βορέας) في الأساطير اليونانية. يشير المصطلح إلى ما هو موجود أو يأتي منه في نصف الكرة الشمالي. وهو يعارض الأوسترالية، مما يدل على ما يكمن في نصف الكرة الجنوبي أو يأتي منه، ويرتبط أيضا بمصطلحات الشرقية (التي تشير إلى ما يكمن في الشرق) وال أوردنتنتال (مما يدل على ما يكمن في الغرب).
بوريال ليس مرادفا للشمال، هذا الأخير تأهيل ما هو الشمال؛ يشير الأول إلى موضع مطلق، بينما يشير الثاني إلى موضع نسبي.

## بوريالية في الفن والثقافة
ومن الأمثلة على البوريالية أن البورياليين الآيسلنديين يتصورون على انهم «يهاجمون الفايكنج» أثناء الطفرة المصرفية التي بلغت ذروتها في الأزمة المالية الآيسلندية في الفترة 2008-2011؛ و «البنوك» التي كانت في نهاية الأمر في نهاية عام 2011. الموسيقى التقليدية في الدول الاسكندنافية ينظر إليها على أنها سامية بشكل مميز. القولبة النمطية للشعب الصامي كهمج غريبين وسحريين؛ا لاختلافات بين الكنديين والأمريكيين التي يتم حسابها من قبل الكنديين القرب من البرية في القطب الشمالي. والمعلقين تخيل أن الموسيقى من الفرقة الآيسلندية روس هو نتاج الجيولوجيا المميزة أيسلندا من الأنهار الجليدية والبراكين.
كانت البورالية ظاهرة بارزة في استقبال أدب الشمال الأوروبي في أوروبا الوسطى والشرقية في نهاية القرن التاسع عشر وفي بداية القرن العشرين. وصلت ما يسمى بحركة الاختراق الحديثة والرمزية الاسكندنافية والانطباعية والطبيعية والانحطاط والرومانسية الجديدة إلى معظم البلدان الأوروبية (تماما كما كان الحال مع الأدب السلافي)، والتي كان لها تأثير كبير على المسرح والخيال النثري والغناء في المنطقة. كما كانت تلك الفترة، عندما ظهر أول مترجمين محترفين (هوغو كوستوركا، وهنريك هاجدو، ومارجيت ج. بيك) من السويدية والنرويجية والدنماركية على الساحة الأدبية. تميزت الترجمات والمراجعات والمقالات بقراءة أسطورية لثقافات شمال أوروبا. يمكن فهم البوريال الأدبي على أفضل وجه على أنه مجموعة غير مكتوبة من الخطابة والقواعد الشعرية. ومن خلال هذا المرشح، تكون شعوب وأقاليم وآداب بلدان الشمال الأوروبي مميزة من الناحية الأنثروبولوجية والجغرافية والثقافية عن الدول الأخرى. ولكن في معظم الأحيان كانت الظواهر الطبيعية (الجليد والثلوج والجبال والبحار والبحيرات والمضايق والنباتات والحيوانات والبراكين وما إلى ذلك) هي التي كان لها تأثير كبير على الأفراد، وفقا للمضجرين في أوائل القرن العشرين.

## البوريالية في سياسات اليمين المتطرف
وعلى الرغم من أن مفهوم «فرط الواقع» فيما يتعلق بأصول الحضارة الأوروبية قد استخدمه بالفعل كتاب باطنيون وميتافيزيقيون مثل هيلينا بلافاتنيسكي ورينيه غوينون، فقد اعتمد مصطلح «البوريال» في اللغة السياسية اليمينية المتطرفة من قبل الرجعية والتقليدية الإيطالية جوليوس إيفولا، الذي له تأثير في الأوساط اليمينية المتطرفة. في كتابه الثورة ضد العالم الحديث (الثورة ضد العالم الحديث؛ 1934) كتب إيفولا أنه في «العصر الذهبي» كان مركز «الحضارة الأولمبية» التي انتشرت عبر القارة الأوراسية في «منطقة بوريال» أو الشمال الأوروبي. يعتقد ثول-غيسيلشافت، وهو جمعية سرية كان النازي هاينريش هيملر عضوا فيها، أن العرق الآري جاء من مقاطعة هايبربوريا الشمالية الأسطورية.
في سياسات القرن الحادي والعشرين، يستخدم مصطلح «بوريال» سياسيون مثل جان ماري لوبان في فرنسا وتييري بوديه في هولندا للإشارة إلى شمال أوروبا ومجموعاتها العرقية وثقافتها ولغاتها. ويستخدم هذا المصطلح كتعبير ملطف للبيض، ويصاغ على أنه مقابل للأقليات المهاجرة، في محاولة لتجنب الدلالات العنصرية العلنية. وساهمت تصريحات لوبن حول «أوروبا الشمالية» و«العالم الأبيض» في طرده من قبل مارين لوبان في عام 2015 كعضو في الجبهة الوطنية.
كما استخدمت الحركات القومية الروسية هذا المصطلح منذ التسعينات بعد سقوط جدار برلين كمؤشر على وجود الروس العرقيين.
وفي هولندا، قدم زعيم منتدى الديمقراطية تييري بوديه هذه الكلمة في سياق سياسي. في المؤتمر الحزبي الأول ل FVD في عام 2017، تحدث عن «أوروبا الشمالية»؛ في خطاب النصر الذي ألقاه لأتباعه بعد انتخابات المحافظات الهولندية عام 2019، حول «عالمنا الشمالي». وبعد انتقاد خطابه، صرح في مقابلة أنه كان يشير إلى «تسمية شعرية جميلة» لأوروبا أو العالم الغربي أو الحضارة الغربية. وفقا لباوديه، فإن الشمال هو أيضا جزء من العالم الذي يضيء من الشفق القطبي أو الأضواء الشمالية. وهذه البلدان هي أساسا بلدان غربية في أوروبا وأمريكا الشمالية.